# Pepita-Polka
Pepita Polka (Polka de Pepita) est une polka de Johann Strauss II (op. 138). L'œuvre est créée le 1er août 1853 à la salle de danse Zum Sperl à Vienne.

## Histoire
La polka est composée à l'occasion du spectacle de la danseuse espagnole Pepita de Oliva (de) à Vienne, laquelle enchante le public viennois soir après soir sur la scène du Carltheater. Johann Strauss profite de l'enthousiasme général et compose une polka en son hommage à partir de « mélodies pertinentes ». La pièce est ensuite créé par son frère Josef le 1er août 1853 dans la salle de danse Zum Sperl .

## Durée
Sa durée d'exécution est d'environ 3 minutes et 10 secondes. Elle peut varier légèrement selon l'interprétation musicale du chef d'orchestre.

## Interprétation notable
En 2017, la pièce est jouée lors du célèbre concert du nouvel an à Vienne, sous la direction de Gustavo Dudamel.